# ReBoot
ReBoot – kanadyjski serial animowany, wyprodukowany przez Mainframe Entertainment jest pierwszym serialem telewizyjnym produkowanym w całości przy wykorzystaniu techniki animacji komputerowej. Zadebiutował w 1994 roku w stacjach telewizyjnych ABC i YTV, na rok przed premierą Toy Story – pierwszego filmu pełnometrażowego wyprodukowanego przy użyciu komputera. Autorami scenariusza są Gavin Blair, Ian Pearson, Phil Mitchell i John Grace, a postaci zaprojektowali Brendan McCarthy i Ian Gibson. Akcja serialu toczy się w mieście Mainframe, znajdującym się „we wnętrzu komputera”. Główni bohaterowie, a zarazem mieszkańcy miasta zmagają się m.in. z wirusami i grami uruchamianymi przez użytkownika.
Mainframe Entertainment wyprodukował łącznie 4 sezony od 1994 do 2001 roku. Początkowo serial adresowany był do młodszej widowni, ale klimat kolejnych sezonów stawał się coraz bardziej mroczny, pojawiało się również więcej scen przemocy. Doprowadziło to m.in. do przerwania jego emisji na brytyjskim kanale CITV. Pomimo otwartego zakończenia ostatniego sezonu, studio nie planuje jego kontynuacji. W 1997 powstał film ReBoot – the Ride wyświetlany w sieci kin IMAX, natomiast w 1998 Electronic Arts stworzyło grę na konsolę PlayStation.

## Emisja w Polsce
W Polsce ReBoot emitowany był przez telewizję TVP2 (sezon 1) i Canal+ (sezon 2 i 3) z dubbingiem oraz na Polsacie (sezon 2 i 3) w wersji lektorskiej. 

### Wersja polska
Dubbing (sezon 1)
- Opracowanie: Telewizyjne Studia Dźwięku w Warszawie
- Reżyser: Barbara Sołtysik
- Dialogi: Hanna Bielawska
- Dźwięk: Jerzy Rogowiec
- Montaż: Elżbieta Joel
- Wystąpili:
  - Omar Sangare – Bob
  - Dorota Zięciowska – Dot
  - Mariusz Leszczyński – Megabajt
  - Stanisław Brudny – Phong
  - Ryszard Olesiński – Hack
  - Jacek Wolszczak – Enzo Matrix

Dubbing (sezon 2 i 3)
- Opracowanie: Start International Polska
- Reżyseria: Ewa Złotowska

Lektor (sezon 2 i 3)
- Opracowanie: TELEFILM Łódź
- Tekst: Agnieszka Rachowska
- Czytał: Paweł Siedlik

## Nagrody
- 1995, 1996, 1997 – Nagroda Gemini w kategorii „Best Animated Program Series”
- 1996 – Nagroda Gemini w kategorii „Outstanding Technical Achievement Award”
- 1995 – Nagroda Alliance for Children and Television w kategorii „Best Animated Program”
- 1996 – Nagroda Aurora

## Opis fabuły

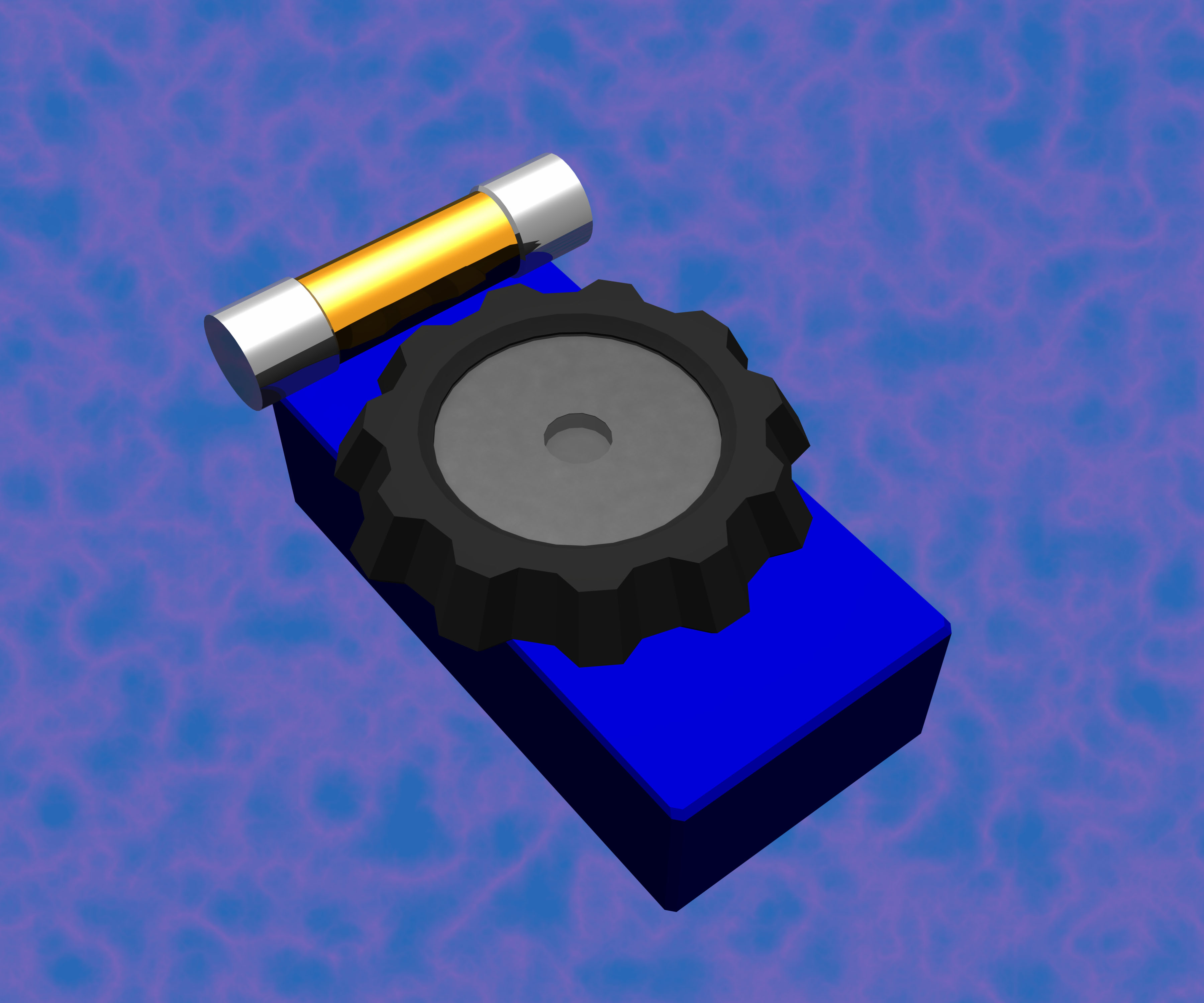
Glitch - główne narzędzie Boba

Na pierwszy sezon składa się seria 13 luźno powiązanych epizodów. Kolejne odcinki wprowadzają nowych bohaterów, a osią fabuły jest walka głównych bohaterów z wirusami, Megabajtem i Hexadecimal. Znaczna część akcji toczy się wewnątrz gier uruchamianych przez użytkownika. Zadaniem Boba jako strażnika jest przystępowanie do gier i niedopuszczenie do zwycięstwa użytkownika, gdyż wygrana gracza powoduje wykasowanie części miasta.
W drugim sezonie pojawia się wątek fabularny, łączący poszczególne odcinki. Przybyła z Sieci kreatura opanowuje najpierw Hexadecimal, a następnie Megabajta zmuszając ich do połączenia się i utworzenia wirusa kolejnej generacji, Gigabajta. Bohaterom udaje się na powrót rozdzielić wirusy, jednak wówczas kreatura ucieka do Sieci, pozostawiając otwarty portal. Aby obronić Mainframe przed atakującymi kreaturami główni bohaterowie zawierają sojusz z Megabajtem. Portal udaje się zamknąć, wcześniej jednak wirus wyrzuca Boba do Sieci.
Głównym bohaterem trzeciego sezonu zostaje Enzo. Próbuje on zastąpić Boba w roli obrońcy miasta, jego umiejętności są jednak zbyt małe. Przegrywa grę i aby nie zostać skasowanym pozostaje w niej w trybie game sprite, wraz z AndrAIą i psem Frisketem. Ta trójka wykorzystuje gry do podróży poprzez różne systemy, w poszukiwaniu Mainframe. Dzięki przyspieszonemu czasowi gier szybko dorastają, i w kolejnych odcinkach są to już zupełnie nowe postaci. Enzo zamienia się w brutalnego renegata, żyjącego żądzą zemsty na Megabajcie. Podróżując po sieci bohaterowie spotykają Boba, powracają do Mainframe i pokonują Megabajta.
Czwarty sezon, wyprodukowany w 2001 roku to w istocie dwa filmy (aczkolwiek były również wyświetlane jako 8-odcinkowy serial). Pierwszy opowiada o walce strażników z superwirusem Demonem, w drugim na powrót pojawia się Megabajt. Początkowo planowano, że seria składać będzie się z trzech filmów, ale ostatni nie został nigdy wyprodukowany.

## Obsada
- Bob – Michael Benyaer, Ian James Corlett
- Dot Matrix – Kathleen Barr
- Enzo Matrix – Jesse Moss, Matthew Sinclair, Christopher Gray, Giacomo Baessato
- Matrix – Paul Dobson
- Megabajt – Tony Jay
- Hexadecimal – Shirley Millner
- AndrAIa – Andrea Libman, Sharon Alexander
- Phong, Mike, Cecil, Al – Michael Donovan
- Mouse – Louise Vallance
- Ray Tracer – Donal Gibson
- Kapitan Capacitor, Staruszek Pearson – Long John Baldry
- Slash, Turbo, Herr Doktor, Cyrus – Gary Chalk
- Hack – Phil Hayes, Scott McNeil
- Demon – Colombe Demers

## Spis odcinków
| Nr             | Polski tytuł                               | Angielski tytuł                             |
| -------------- | ------------------------------------------ | ------------------------------------------- |
|                |                                            |                                             |
| SEZON PIERWSZY |                                            |                                             |
|                |                                            |                                             |
| 01             | Przecieki                                  | The Tearing                                 |
|                |                                            |                                             |
| 02             | Wyścig z czasem                            | Racing The Clock                            |
|                |                                            |                                             |
| 03             | Szybki i Fed                               | The Quick & The Fed                         |
|                |                                            |                                             |
| 04             | Błąd Meduzy                                | The Medusa Bug                              |
|                |                                            |                                             |
| 05             | Sprzeczka                                  | The Tiff                                    |
|                |                                            |                                             |
| 06             | Odebrana siła                              | In The Belly Of The Beast                   |
|                |                                            |                                             |
| 07             | Karmazynowy Binome                         | The Crimson Binome                          |
|                |                                            |                                             |
| 08             | Sprytny Enzo                               | Enzo The Smart                              |
|                |                                            |                                             |
| 09             | Czarodzieje, wojownicy i słowo od sponsora | Wizards, Warriors & A Word From Our Sponsor |
|                |                                            |                                             |
| 10             | Wielka kradzież umysłu                     | The Great Brain Robbery                     |
|                |                                            |                                             |
| 11             | Noc talentów                               | Talent Night                                |
|                |                                            |                                             |
| 12             | Kryzys tożsamości                          | Identity Crisis                             |
| 13             | Kryzys tożsamości                          | Identity Crisis                             |
|                |                                            |                                             |
| SEZON DRUGI    |                                            |                                             |
|                |                                            |                                             |
| 14             | Infekcja                                   | Infected                                    |
|                |                                            |                                             |
| 15             | Wysoki Kod                                 | High Code                                   |
|                |                                            |                                             |
| 16             | Kolizja gier                               | When Games Collide                          |
|                |                                            |                                             |
| 17             | Zły Bob                                    | Bad Bob                                     |
|                |                                            |                                             |
| 18             | Pomalowane okna                            | Painted Windows                             |
|                |                                            |                                             |
| 19             | AndrAIa                                    | AndrAIa                                     |
|                |                                            |                                             |
| 20             | Pustakodzilla                              | NullZilla                                   |
|                |                                            |                                             |
| 21             | Gigabyte                                   | Gigabyte                                    |
|                |                                            |                                             |
| 22             | Nie ufaj nikomu                            | Trust No One                                |
|                |                                            |                                             |
| 23             | Wojny z super siecią                       | Web World Wars                              |
|                |                                            |                                             |
| SEZON TRZECI   |                                            |                                             |
|                |                                            |                                             |
| 24             | Naprawiać i służyć                         | To Mend And Defend                          |
|                |                                            |                                             |
| 25             | Pomiędzy szopem a ciężkim miejscem         | Between A Racoon And A Hard Place           |
|                |                                            |                                             |
| 26             | Ściana ognia                               | Firewall                                    |
|                |                                            |                                             |
| 27             | Koniec gry                                 | Game Over                                   |
|                |                                            |                                             |
| 28             | Ikony                                      | Icons                                       |
|                |                                            |                                             |
| 29             | Dokąd nie dotarł żaden duszek              | Where No Sprite Has Gone Before             |
|                |                                            |                                             |
| 30             | Numer siódmy                               | Number 7                                    |
|                |                                            |                                             |
| 31             | Epizod bez tytułu                          | The Episode With No Name                    |
|                |                                            |                                             |
| 32             | Powrót Karmazynowego Binome’a              | Return Of The Crimson Binome                |
|                |                                            |                                             |
| 33             | Na krawędzi Sieci                          | The Edge Of Beyond                          |
|                |                                            |                                             |
| 34             | Sieciowi jeźdźcy w burzy                   | Web Riders On The Storm                     |
|                |                                            |                                             |
| 35             | Pułapka Myszki                             | Mousetrap                                   |
|                |                                            |                                             |
| 36             | Mega ramki                                 | Megaframe                                   |
|                |                                            |                                             |
| 37             | Odkrycie kart                              | Showdown                                    |
|                |                                            |                                             |
| 38             | Błąd systemu                               | System Crash                                |
|                |                                            |                                             |
| 39             | Zakończenia Prog                           | End Prog                                    |
|                |                                            |                                             |
| SEZON CZWARTY  |                                            |                                             |
|                |                                            |                                             |
| 40             | Świt Demona                                | Daemon Rising                               |
|                |                                            |                                             |
| 41             | Krzyż węzłów                               | Cross Nodes                                 |
|                |                                            |                                             |
| 42             | Co ma miłość z tym wspólnego?              | What’s Love Got To Do With It?              |
|                |                                            |                                             |
| 43             | Ofiara                                     | Sacrifice                                   |
|                |                                            |                                             |
| 44             | Moich dwóch Bobów                          | My Two Bobs                                 |
|                |                                            |                                             |
| 45             | Usterka Życia                              | Life’s A Glitch                             |
|                |                                            |                                             |
| 46             | Pustako-robot dla panny młodej             | Null-Bot Of The Bride                       |
|                |                                            |                                             |
| 47             | Przyczajany Binome, ukryty Wirus           | Crouching Binome, Hidden Virus              |
|                |                                            |                                             |